# Kwasy żółciowe

Kwas cholanowy

Kwas cholowy

Kwas deoksycholowy

Kwasy żółciowe – organiczne kwasy syntetyzowane w wątrobie, będące końcowymi produktami degradacji (rozkładu) endogennego (wewnątrzustrojowego) cholesterolu. Wśród związków steroidowych są one najlepiej rozpuszczalne w wodzie, ze względu na obecność kilku hydrofilowych grup –OH oraz polarnej grupy karboksylowej. Ułatwiają rozpuszczanie się zawartego w żółci cholesterolu.

## Główne rodzaje kwasów żółciowych
W żółci występują głównie następujące pochodne kwasu cholanowego:

### I-rzędowe
- kwas cholowy (3,7,12-trihydroksycholanowy)
- kwas chenodeoksycholowy (3,7-dihydroksycholanowy)

### II-rzędowe
- kwas deoksycholowy(inne języki) (3,12-dihydroksycholanowy)
- kwas litocholowy(inne języki) (3-hydroksycholanowy).

## Sole żółciowe
Kwasy żółciowe mogą koniugować z tauryną lub glicyną przez wiązanie amidowe aby utworzyć sole żółciowe (żółciany), które zjonizowane tworzą sole z kationami sodowymi. Koniugacja ta zwiększa amfipatyczność, dzięki czemu żółciany są substancjami powierzchniowo czynnymi. W fazie wodnej tworzą one micele, dzięki czemu mają zdolność emulgowania kwasów tłuszczowych i tłuszczów. Zjawisko to nosi nazwę solubilizacji. Powstanie emulsji jest równoznaczne ze zwiększeniem powierzchni dostępnej dla lipazy trzustkowej, dzięki czemu może ona skutecznie hydrolizować tłuszcze – enzymu odpowiedzialnego za trawienie tłuszczów w jelicie (ponadto aktywują one ten enzym).